# بنی خولان السافله (یمن)
 بنی خولان السافله  (در عربی:  بَنی خولان السافلة )
نام روستایی است در دهستان القَیوان از توابع استان صَعده در کشور یمن در شبه جزیره عربستان.

## جمعیت
جمعیت آن (۱۱۱ ) نفر (۸ خانوار) می‌باشد.